# Hisaichi Terauchi
Graaf Hisaichi Terauchi (Japans: 寺内 寿) (Yamaguchi (prefectuur) 8 augustus 1879 – Malaya 12 juni 1946) was een Gensui in het Japanse Keizerlijke Leger.

## Carrière
Terauchi werd geboren als oudste zoon van de toenmalige officier en latere 18e premier van Japan, Masatake Terauchi. Nadat hij de militaire academie had doorlopen werd hij officier bij de landmacht. Hij diende tijdens de Russisch-Japanse Oorlog van 1904 tot 1905, waarna hij een vervolgopleiding deed, die hij in 1909 afsloot. Terauchi was vervolgens enige tijd docent aan een militaire school in Duitsland. In 1919 werd hij in eigen land bevorderd tot kolonel en aangesteld als commandant van het eerste regiment van de Keizerlijke Garde. Hij erfde na de dood van zijn vader in november 1919 de titel van Hakushaku (graaf). Vanaf 1922 was Terauchi stafchef van de Keizerlijke Gardedivisie en in 1924 kreeg hij in de rang van generaal-majoor de leiding over de 19e brigade van het Japanse leger. In 1927 werd hij naar Korea gezonden als stafchef van de daar gestationeerde Japanse bezettingsmacht. In 1930 werd Terauchi bevordert tot luitenant-generaal en kreeg hij het bevel over de 5e Divisie van het Japanse leger. (twee jaar later de 4e Divisie)

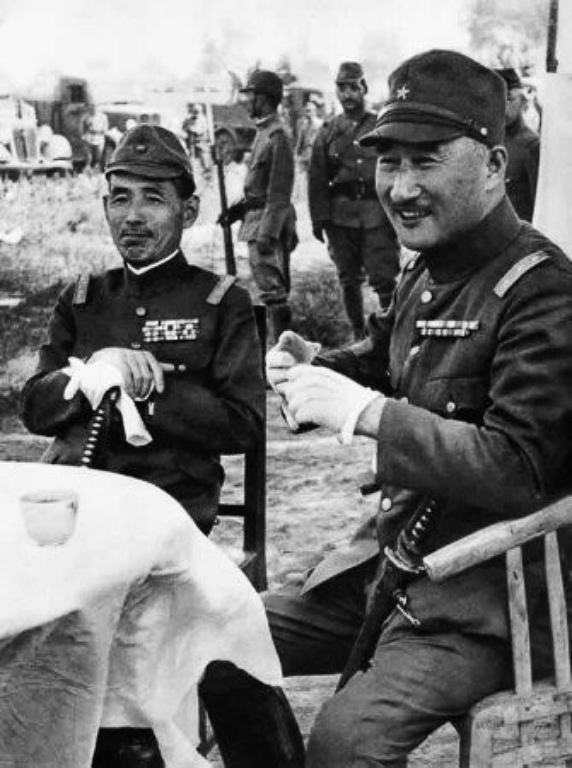
Terauchi (rechts) in 1938 (Xuzhou)

In 1935 werd hij generaal en lid van de opperste oorlogsraad. Hij was op dat moment aanvoerder van het Japanse bezettingsleger in Taiwan. Na een veredelde staatsgreep van officieren in 1936 werd hij minister van oorlog in het kabinet van premier Kōki Hirota. Eind augustus 1937 brak de Tweede Chinees-Japanse Oorlog uit en kreeg Terauchi het commando over het nieuw opgerichte Regioleger van Noord China. Deze post bekleedde hij tot hij in december 1938 weer terugkeerde in de opperste oorlogsraad.

## Tweede Wereldoorlog
Op 6 november 1941 kreeg Hisaichi Terauchi het bevel over het Japanse Zuidelijke Leger. Samen met admiraal Yamamoto ontwierp hij de oorlogsplannen voor de verovering van Nederlands-Indië. Terauchi stond erom bekend dat hij de mening van zijn ondergeschikten altijd zwaar liet meewegen in zijn besluitvorming. Na de verovering van de Indische Archipel vestigde hij op 4 december 1941 zijn hoofdkwartier in Singapore. In 1943 kreeg hij de titel Gensui. Dit is een eretitel voor generaals die vergeleken kan worden met de rang van veldmaarschalk. In mei 1944 verplaatste Terauchi zijn hoofdkwartier naar de Tweede Filipijnse Republiek. Toen dit gebied echter door Amerikaanse troepen werd bedreigd vertrok hij in november naar Saigon in de Unie van Indochina. Hier maakte hij een einde aan het bestuur van de Vichy-Franse gouverneur Jean Decoux en werd het Keizerrijk Vietnam gesticht.

## Dood
op 10 april 1945 werd Terauchi getroffen door een beroerte toen hij het bericht kreeg over de verliezen in Birma. Hij herstelde niet van de erop volgende hersenbloeding en kon daarom niet aanwezig zijn bij de algemene capitulatieceremonie van de Japanse strijdkrachten in Singapore. Hij gaf zich op 30 november 1945 over aan de Britse legerleider Lord Mountbatten. Op 12 juni 1946 stierf Hisaichi Terauchi in een krijgsgevangenkamp.

## Militaire loopbaan
- Kolonel (大佐 Taisa): 27 juli 1919[1]
- Generaal-majoor (少将 Shōshō): 4 februari 1924[1]
- Luitenant-generaal (中将 Chūjō): 1 augustus 1929[1]
- Generaal (大将 Taishō): 30 oktober 1935[1]
- Veldmaarschalk (元帥 Gensui): 21 juni 1943[1]

## Decoratie
- Orde van de Rijzende Zon, 1e klasse
- Commandanten insigne
- Badge voor Afgestudeerden van Army Staff College
- Groot Oostelijke-Aziatische Oorlogsmedaille
- Chinese Incident 1937 medaille

- Bibliothèque nationale de France: cb16936811g (data)
- International Standard Name Identifier: 0000 0003 7654 2044
- Bibliotheek van het Japanse parlement: 00623762
- Système universitaire de documentation: 168658933
- Virtual International Authority File: 253571778